# Wybory parlamentarne w Chorwacji w 2007 roku

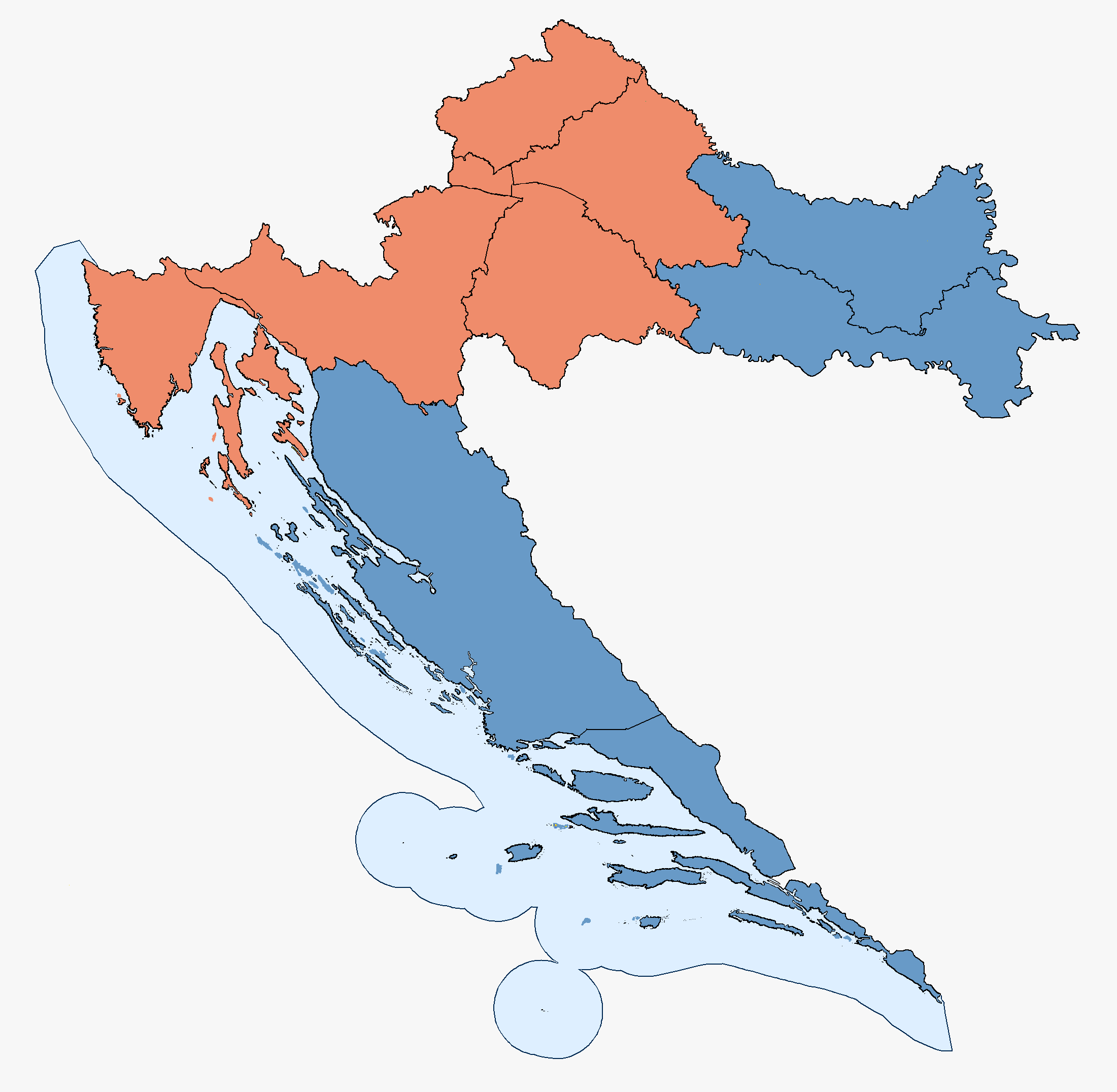
Podział na okręgi wyborcze: niebieskie – wygrana HDZ, czerwone – wygrana SDP

Wybory parlamentarne w Chorwacji w 2007 roku odbyły się 25 listopada 2007 na terenie Chorwacji oraz 24 i 25 listopada 2007 poza granicami kraju. W trzech okręgach wyborczych głosowanie powtórzono 9 grudnia 2007.
W wyniku tych wyborów wyłoniono łącznie 153 deputowanych do Zgromadzenia Chorwackiego VI kadencji.
Ordynacja wyborcza przewidywała wybór 140 posłów w 10 okręgach wydzielonych w kraju. W każdym z nich przyznano po 14 mandatów przy zastosowaniu metody D’Hondta i przy obowiązującym progu wyborczym 5% w skali okręgu. Jedenasty okręg wydzielono dla Chorwatów mieszkających poza granicami kraju, przewidziano zależnie od frekwencji wybór w nim do 12 deputowanych (ostatecznie wyłoniono w nim 5 posłów). Dwunasty okręg obejmował 8 mandatów przeznaczonych dla przedstawicieli mniejszości narodowych – 3 dla mniejszości serbskiej oraz 5 w jednomandatowych podokręgach dla pozostałych mniejszości (w tym 1 dla Węgrów i 1 dla Włochów). Łącznie uprawnionych do głosowania było blisko 4,48 mln osób, w tym około 405 tys. przedstawicieli diaspory (wśród nich około 280 tys. z Bośni i Hercegowiny.
Wybory zakończyły się zwycięstwem rządzącej Chorwackiej Wspólnoty Demokratycznej. Dzięki temu urzędujący premier Ivo Sanader utworzył swój drugi rząd, tym razem przy wsparciu partii koalicyjnych.

## Wyniki
| Lista wyborcza                                            | Głosy     | %    | Miejsca |
| --------------------------------------------------------- | --------- | ---- | ------- |
| Chorwacka Wspólnota Demokratyczna (HDZ)                   | 907 743   | 36,6 | 66      |
| Socjaldemokratyczna Partia Chorwacji (SDP)                | 775 690   | 31,2 | 56      |
| Chorwacka Partia Ludowa – Liberalni Demokraci (HNS-LD)    | 168 440   | 6,8  | 7       |
| Chorwacka Partia Chłopska (HSS)                           | 161 814   | 6,5  | 6       |
| Chorwacka Partia Socjalliberalna (HSLS)                   | 161 814   | 6,5  | 2       |
| Chorwacka Partia Emerytów (HSU)                           | 101 091   | 4,1  | 1       |
| Chorwacka Partia Prawa (HSP)                              | 86 865    | 3,5  | 1       |
| Chorwacki Demokratyczny Sojusz Slawonii i Baranji (HDSSB) | 44 552    | 1,8  | 3       |
| Istryjskie Zgromadzenie Demokratyczne (IDS-DDI)           | 38 267    | 1,5  | 3       |
| Pozostałe                                                 | 184 477   | 7,4  | –       |
| Niezależna Demokratyczna Partia Serbska (SDSS)            | –         | –    | 3       |
| Pozostałe mniejszości narodowe                            | –         | –    | 5       |
| Razem                                                     | 2 483 452 |      | 153     |